# Grace Paley
Grace Paley (Nueva York, 11 de diciembre de 1922 – Thetford, Vermont, 22 de agosto de 2007) fue una escritora, profesora y activista política estadounidense, feminista y pacifista.

## Biografía
Grace Paley (nacida con apellido Goodside) nació en The Bronx, Nueva York, hija de Isaac y Manya Ridnyik Goodside, quienes anglificaron su apellido desde el original Gutseit tras su emigración desde Ucrania. Ambos, y sobre todo la madre, eran socialistas.  Isaac estudió y llegó a ser médico. La familia hablaba ruso y yiddish además de inglés (que el padre decía haber aprendido leyendo a Dickens). Grace era la menor de tres hijos (siendo 16 y 14 años más joven que sus hermanos Victor y Jeanne, respectivamente) y en su infancia se la consideraba una marimacho.  Durante su infancia, estaba en sintonía con los debates intelectuales entre los adultos que la rodeaban, y fue miembro de un grupo socialista de la juventud, los Falcons.
Tras abandonar el instituto a los 16 años, fue un año al Hunter College (entre 1938-1939), y se casó con un cámara de cine, Jess Paley, el 20 de junio de 1942, con tan solo 19 años.  Los Paleys tuvieron dos hijos, Nora (1949) y Danny (1951), y más tarde se divorciaron.
Paley estudió brevemente con W. H. Auden en la New School cuando tenía 17 años, con la esperanza de llegar a ser poeta, pero nunca llegó a obtener una licenciatura.

## Obra
Cuando comenzaba su carrera como escritora, Paley sufrió varios rechazos a los trabajos que presentó.  Publicó su primera colección en 1959, The Little Disturbances of Man.  Se trata de once historias sobre la vida en Nueva York, algunas de las cuales han sido posteriormente parte de muchas antologías, en particular "Goodbye and good luck" y "The Used-Boy Raisers", e introduce el personaje semiautobiográfico "Faith Darwin" (en "The Used-Boy Raisers" y en "A subject of childhood"), que aparecerá más adelante en seis historias de Enormous Changes at the Last Minute y en nueve de Later the same day.  Aunque, al ser su autora poco conocida, no tuvo mucha difusión, Philip Roth hizo muy buena crítica de la obra, y fue reeditada en 1968.
Aunque su editor la animaba a que escribiera una novela, ella siguió centrándose en los relatos cortos.  Con el aliento de su vecino y amigo Donald Bathelme, Paley preparó una segunda colección de historias de ficción en 1974, Enormous Changes at the Last Minute, que fue publicada.  Las historias siguen girando en torno a la raza, el género, y la clase social.  En Later the Same Day (1985) Paley continua relatando historias de Faith y de sus vecinos, pero ampliándolas y añadiendo más voces negras y lesbianas.
Todas las historias se publicaron en un único volumen, The Collected Stories, que fue finalista del premio Pulitzer y del Premio Nacional del Libro de Estados Unidos.
Aunque fundamentalmente conocida por estos relatos cortos, Paley también publicó varios volúmenes de poesía, como Leaning Forward (1985) o New and Collected Poems (1992).  En 1991 publicó Long walks and intimate talks, que combinaba poemas y prosa, y en 2001 publicó la colección Begin again: collected Poems, que incluía obra producida a lo largo de toda su vida.
Paley publicó una colección en ensayos, Just as I Thought, en 1999. También escribió "Why Peace is (More Than Ever) a Feminist Issue" para la antología editada en 2003 por Robin Morgan Sisterhood is Forever:  The Women's Anthology for a New Millenium.
Su última obra, una colección de poesía llamada Fidelity, fue publicada a título póstumo en 2008.

## Carrera Académica
Paley empezó a dar clases de escritura en el Sarah Lawrence College en 1966 (hasta 1989) y participó en la fundación del Teachers & Writers Collaborative de Nueva York a finales de los años 60. Posteriormente, formó parte del profesorado del City College e impartió cursos en la Universidad de Columbia. También enseñó en la Universidad de Syracuse y fue vicepresidenta del PEN American Center, organización en cuya diversificación había trabajado en los años 80.

## Activismo político
Paley fue conocida por su pacifismo y activismo político. Escribió sobre las complejidades de las vidas de hombres y mujeres abogando por lo que ella pensaba que era una mejora en la vida para cada género. En los años 1950 se unió a compañeros que protestaban por la proliferación nuclear y la militarización estadounidense. Trabajó en el American Friends Service Committee estableciendo grupos vecinales pacifistas a través de los cuales conoció a su segundo marido Robert Nichols.
Con la escalada de la guerra de Vietnam, Paley se unió a la War Resisters League. En 1968 firmó la declaración “Writers and Editors War Tax Protest”, negándose a pagar impuestos en protesta por la guerra de Vietnam, y en 1969 se convirtió en una activista destacada al acompañar en la misión de paz a Hanói para negociar la liberación de prisioneros de guerra. Fue también delegada en la conferencia de paz de Moscú en 1974 y, en 1978 fue arrestada como una de las "The White House Eleven" por desenrollar un cartel antinuclear en el que se leía "No Nuclear Weapons—No Nuclear Power—USA and USSR") en la Casa Blanca.
En los años 1990 apoyó la mejora de derechos humanos y se resistió contra la intervención militar en América Central.
El documental Grace Paley: Collected Shorts (2009), dirigido por Lily Rivlin y presentado en el Woodstock International Film Festival en 2010, muestra entrevistas con Paley y amigos, su actividad política y lecturas de sus obras en prosa y verso.